# 约翰·尼波默克·胡梅尔

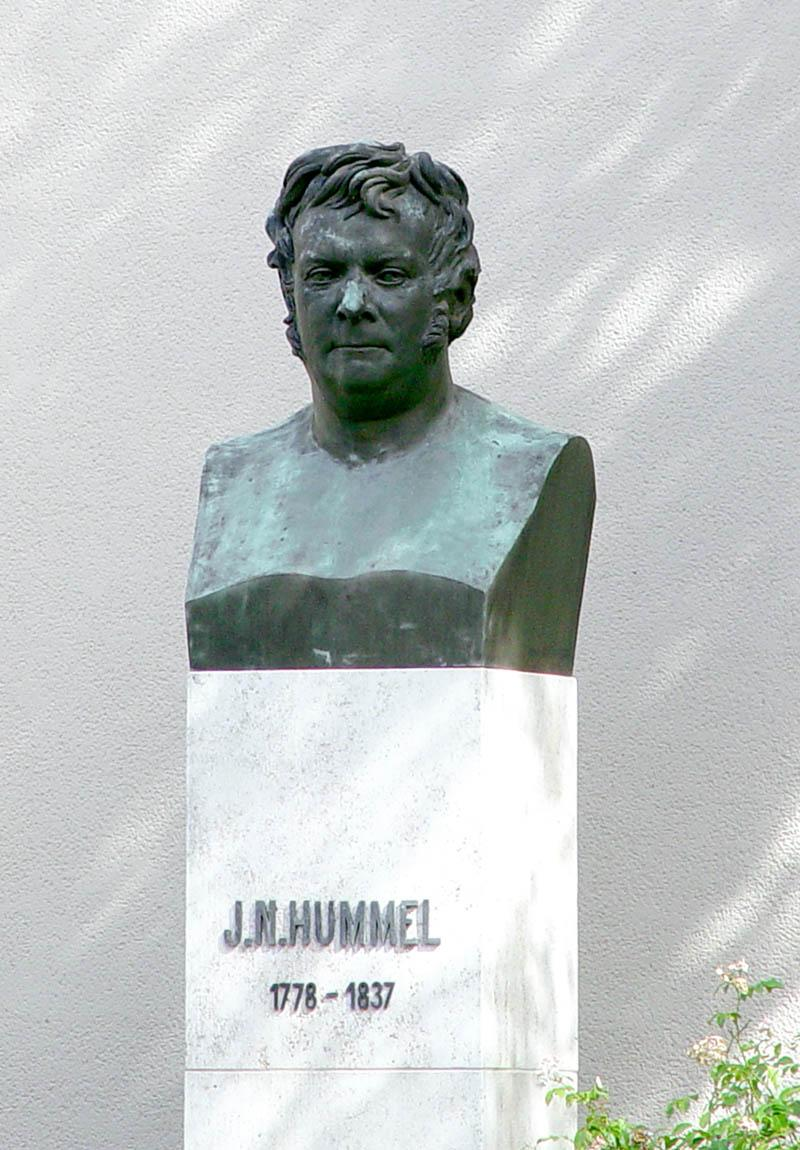

约翰·尼波默克·胡梅尔（德語：Johann Nepomuk Hummel，1778年11月14日—1837年10月17日），奥地利作曲家，钢琴家。出生于普莱斯堡（今斯洛伐克首都布拉迪斯拉发）。少年从莫扎特学习，9岁开始在欧洲各地巡回演出。1793年到维也纳，从海顿和萨列里学习。1804-1811年曾任埃斯特哈齐宫廷乐长。1819年任魏玛宫廷乐长，同时在欧洲各地从事演出和教学。1837年逝世于魏玛。

## 作品節選
胡梅尔的创作以钢琴音乐为中心。其作品风格雅致，曲调优美，早期类似莫扎特风格，后期作品较为接近浪漫主义。旋律多用半音变化，富于装饰性。胡梅尔的演奏和创作活动对肖邦、舒曼、李斯特等作曲家都有较大影响。他的代表作品如下：
- E大調小号协奏曲，1803年
- C大調第2號七重奏，1829年
  - 胡梅爾曾將原來是長笛、單簧管與小號，以及小提琴、大提琴、低音提琴、鋼琴等的七重奏編制，改編為小提琴、中提琴、大提琴、低音提琴與鋼琴演奏，後者同舒伯特著名的《鱒魚》五重奏，是音樂歷史上少見的樂器配置。